# ツブラジイ
ツブラジイ（学名: Castanopsis cuspidata）は、ブナ科シイ属に属する常緑高木。

## 名称
標準和名は「ツブラジイ」とされるが、「コジイ」という名前も相当普及しており、文献等を調査する場合にはどちらでも調べる必要がある。標準和名「ツブラジイ」は「円らなシイ」ということで、スダジイやマテバシイなどと比較した時の堅果（ドングリ）の形状に因むと見られる。「コジイ」は「小さな椎」でこれも他種の堅果と比較したときに小さいことに因むとみられる。樹高や幹回りの大きさ自体にはいずれも極端な差はなく、どちらも樹高30m前後に達する高木である。以下、本項では「ツブラジイ」で統一する。
「シイ」と呼ばれるほかに、方言名は多くあるものの、殆どが語尾に「シイ」が付く。「マメジイ」「マルコジイ」「タイコジイ」「イボシイ」など丸みを帯びたドングリを指すと見られる名前が多い。「コジイ」系も分布地全域で使われているが、これを短縮した「コジ」「コジノキ」などは九州に見られる。同地ではスダジイを「シ」と呼ぶ名前も知られている。関西から中国四国では「シイガシ」という名前も広く使われている。由来のよくわからない「アサガラ」（九州南部）「サンカラ」（伊豆半島）などがある。
「シイ」は植物は渋みが少なく簡単に食べられるドングリに付けられるが多い。別属のマテバシイが代表的であるが、広島県周辺ではブナを「ノジイ」「ノジ」と呼ぶという。
シイ属の属名Castanopisは「クリ属（Castanea）に似た」という意味。渋みが少なく食べやすいこと、および海外種にはクリのように棘のある殻斗を持つものが多いという形態的特徴を踏まえた命名と見られる。

## 形態
最大樹高30m、胸高直径1.5mに達する常緑広葉樹で、枝はよく分枝し広葉樹らしい丸い樹冠を持つ。樹皮は灰色で滑らか、老木になっても殆ど割れない。葉は濃い緑色の卵状楕円形で葉先は鋭く尖り、裏面は灰褐色でざらざらとした触り心地になる。葉縁には先端側にだけ鋸歯が現れ、特に若い木だと著しいが老木ではわかりにくい。
雌雄同株で雄花と雌花を同じ株に付ける。雄花は当年生の枝の葉腋にできる。コナラ属やクリ属のように垂れ下がる雄花ではなく、マテバシイ属のように枝先に斜上する。雌花穂も斜上するタイプで、雄花穂より枝先にできることが多い。雌花穂には総苞（幼いドングリの原基になる）が10個程度ついている。花は動物の精液に例えられる悪臭を放つ虫媒花である。花粉は長球形で毛糸玉が絡まった模様が現れる。これらの点は同じブナ科虫媒花グループのクリ属やマテバシイ属と同じである。
堅果（ドングリ）は受粉後翌年に熟すものでスダジイに比べて丸いものである。総苞は最初はドングリを完全に包んでいるが、完熟すると3つに割れる。
根系は水平根をよく出すタイプであるが、垂下根もよく伸ばす。細根では根端肥厚が見られ、菌根を形成している。

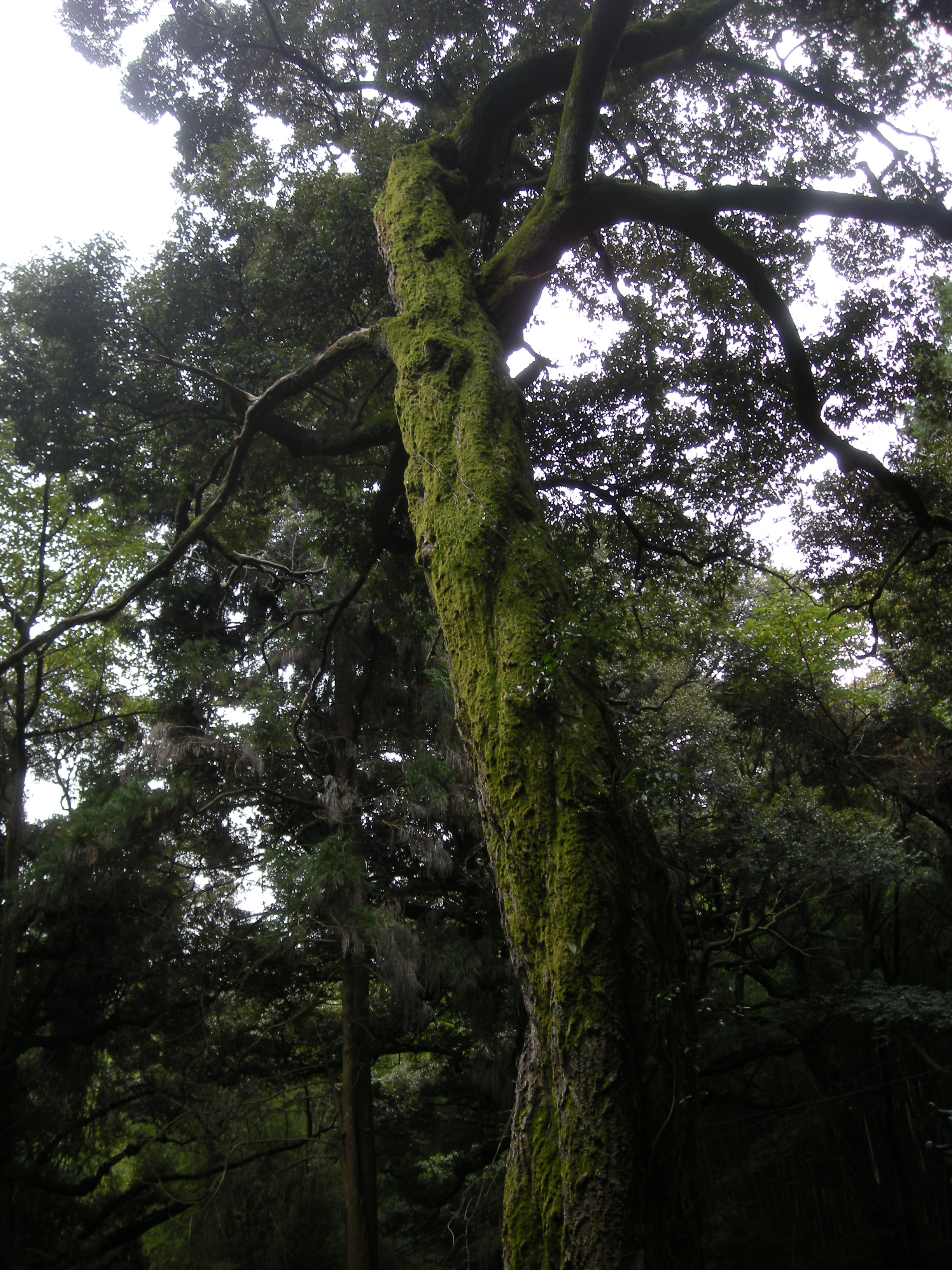
ツブラジイは枝下高が比較的高いと言われる
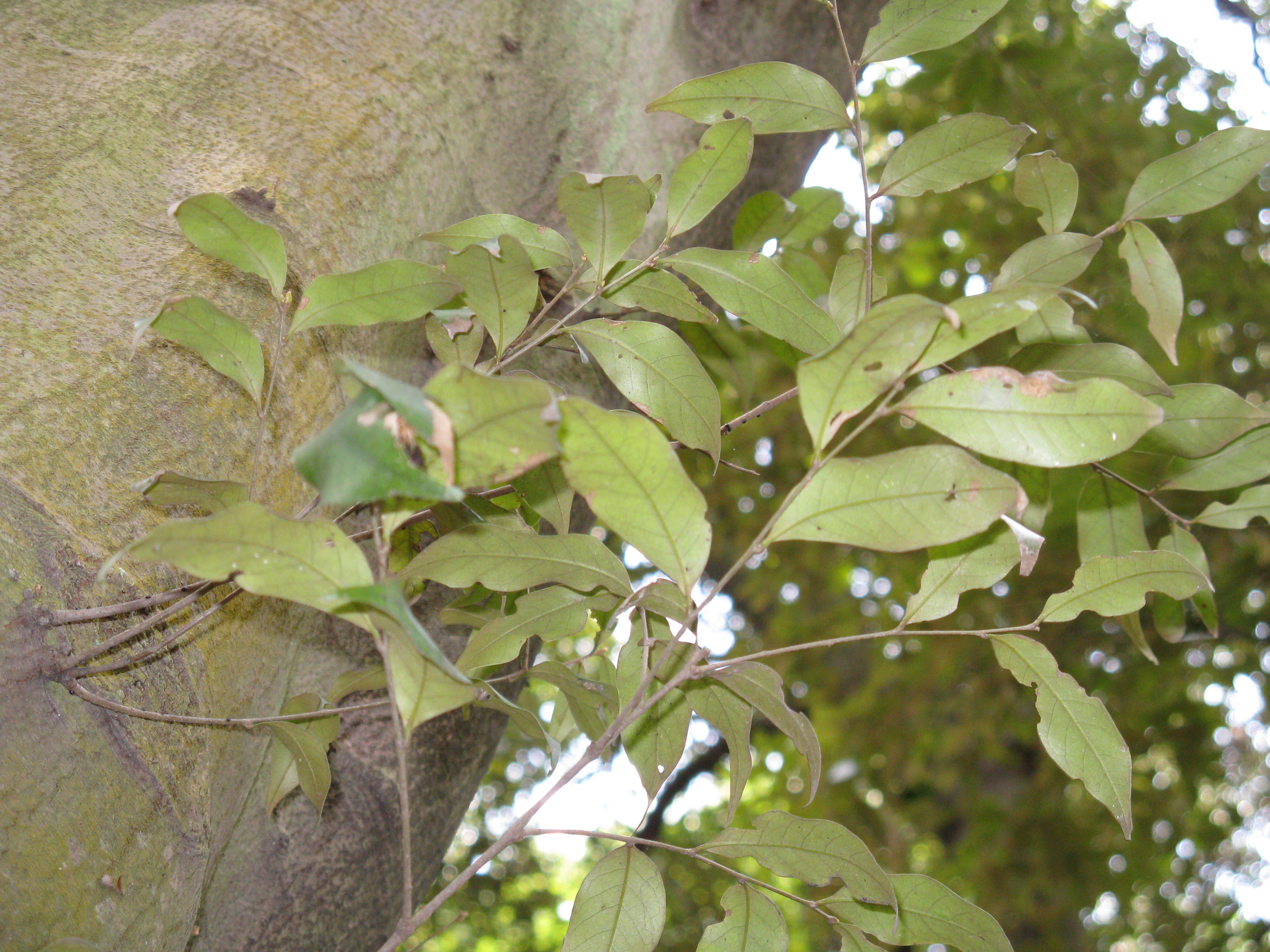
樹皮は成木でも比較的平滑。この写真だと鋸歯はほぼ確認できない
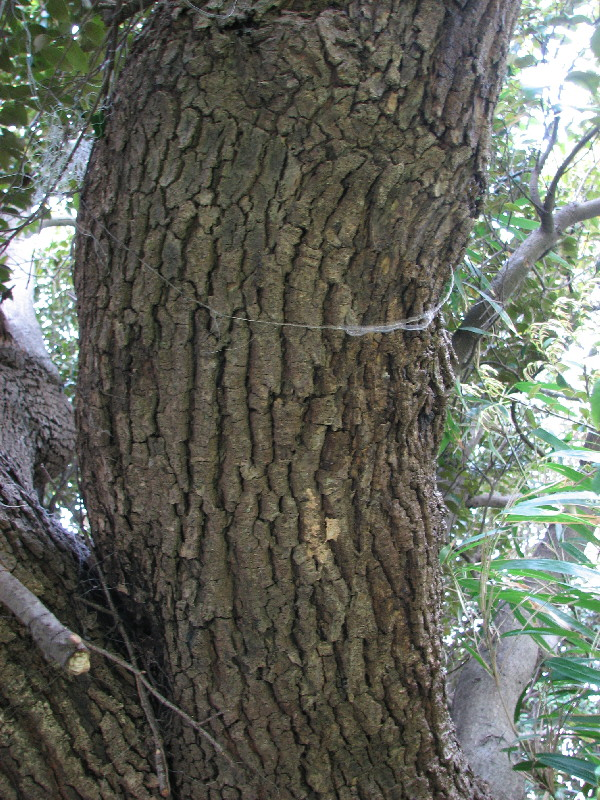
参考：スダジイの樹皮は細かく割れる
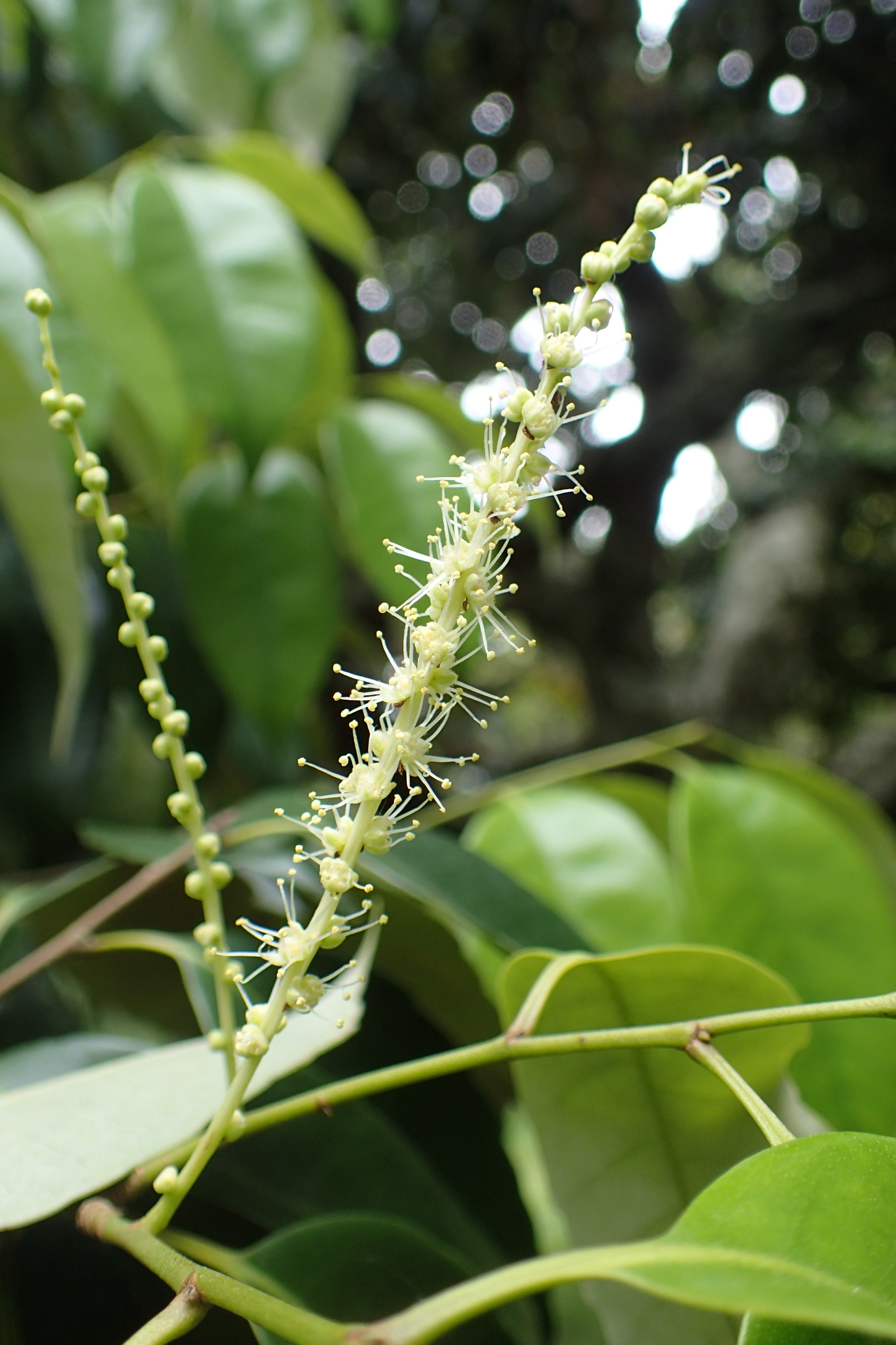
雄花および雌花（左）

### 類似種
スダジイとはよく似る。初島(1976)は両者の肉眼的に分かりやすい相違点として樹形、鋸歯の形、ドングリの形状を挙げている。スダジイは枝下高が低く、低い位置から大枝を分枝させるのに対し、ツブラジイは比較的通直で枝下高が高いと言われることが多い。
スダジイとは雑種を形成し中間的な形質のものが生まれ、葉や堅果の形では見分けにくいものがあるという。小林（2008）は九州のシイ類について、顕微鏡を用いて葉の断面組織を観察するという方法が提案した、それによれば表層組織が2層のものを「スダジイ」、1層のものを「ツブラジイ」、両者が混じるものを「雑種」と扱う。根系にも若干差が出ることが指摘されている。前述のようにツブラジイが水平根を発達させるタイプなのに対し、スダジイは垂下根を発達させるという。

## 生態
生態的な面では同じブナ科常緑樹ということでシイ・カシとまとめられることが多い。なお、カシ類は同じブナ科に属すもののコナラ属に入り、分類学的には比較的縁遠いグループである。
他のブナ科樹木と同じく、菌類と樹木の根が共生して菌根を形成している。樹木にとっては菌根を形成することによって菌類が作り出す有機酸や抗生物質による栄養分の吸収促進や病原微生物の駆除等の利点があり、菌類にとっては樹木の光合成で合成された産物の一部を分けてもらうことができるという相利共生の関係があると考えられている。菌類の子実体は人間がキノコとして認識できる大きさに育つものが多く、中には食用にできるものもある。土壌中には菌根から菌糸を通して、同種他個体や他種植物に繋がる広大なネットワークが存在すると考えられている。外生菌根性の樹種にスギやニセアカシアが混生すると菌根に負の影響を与えるという報告がある。土壌の腐植が増えると根は長くなるが細根が減少するという。
樹木の種類によって土壌に蓄積するケイ酸がの組成が異なるという。
スダジイとは住み分けをしていることが各地で報告されている。概ねスダジイの方がより広い分布適地を持ち、ツブラジイは局所的にスダジイより優勢になるという報告が多い。
スダジイも含めシイ類は後述のように軽く比較的強度の低い木で、台風による折損や根返りなどの攪乱を受けやすい。これに対してイスノキは台風での攪乱を比較的受けにくいといい、常緑広葉樹林群落の維持に台風が大きく影響している。
堅果（ドングリ）は様々な動物の餌になっている。後述のように渋みが少なく人間も食べやすい。イノシシはタンニン結合性タンパク質を含む唾液を分泌することで、渋いドングリを食べることに適応しているが、ツブラジイを食べる時期にはこのタンパク質を分泌せず、渋いコナラを食べる時期だけ分泌することが知られている。タヌキなどはコナラよりも明らかにツブラジイを好むといい、中型動物への餌資源として影響は大きい。
遺伝的多様性は南方の分布地ほど高い傾向があり、これはスダジイも同じだという。

### ナラ枯れ
ナラ枯れ（ブナ科樹木萎凋病、英：Japanese oak wilt）は、本種をはじめ全国的にブナ科樹木の枯損被害をもたらしている病気である。原因は菌類（きのこ、カビ）による感染症であることが、1998年に日本人研究者らによって発表され、カシノナガキクイムシという昆虫によって媒介されていることが判明した。ミズナラが特にこの病気に対しての強感受性であるが、ツブラジイはそれよりも低い、本種も大径木の方が穿孔されやすいという。

## 分布
東アジア地域。日本列島および台湾島に分布する。日本では本州の関東以西、四国および九州に分布する。南西諸島の「シイ」は本種ではなくスダジイの変種（または亜種）とされるが、台湾に分布するものはツブラジイ（本種）の変種とされる。なぜこのような飛地的な分布域を示すのかはよく分かっていない。
小林（2008）で提案された方法を用いて日本各地のシイ類を分析すると、瀬戸内海沿岸のシイはほぼ完全にツブラジイと判定される。また、瀬戸内海を中心に東端は愛知県付近、西端は九州北部まではツブラジイが多い。これに対し紀伊半島や四国の太平洋側、九州南部、日本海側各地はスダジイが圧倒的に多い。このような分布を示す理由もよくわかっていない。

## 人間との関係
生態的にはカシ類としばしば一緒にされるが、利用はかなり異なる。

### 食用
ドングリの中でも渋みが少なく、食べやすい種類である。食味は、スダジイよりもツブラジイのほうが優れていると評されている。食用利用は古く、遺跡からもよく出土している。
日本産シイ類の澱粉は組成的にはトウモロコシのものに比較的近く、糊化温度はジャガイモに近いという。

### 木材
道管の配置は環孔材で気乾比重は0.55程度。コナラ属のナラ類カシ類が0.7から0.9が多いのに比べると軽い木材である。硬いナラやカシに比べると加工はやや楽であるが、耐久性は低い。
吉野ケ里遺跡から出土した木材を観察した結果、弥生時代に比べて奈良時代には樹種別にほぼ用途が決まっており、井戸枠にはツブラジイやクリが使われていた。

### 象徴
シイ類は神社などにはしばしば出現する樹種である。

#### 歌
『万葉集』にも歌われている。
- 家にあれば 笥（け）に盛る飯（いい）を 草枕 旅にしあれば 椎の葉に盛る（有間皇子）

#### 自治体の木
- 岐阜県岐阜市

#### 著名な個体
- 若山神社のツブラジイ林（大阪府島本町）　大阪府指定の天然記念物（平成14年1月指定）[36]